# Pat O'Brien (guitariste)
Pour les articles homonymes, voir Pat O'Brien.
Pat O'brien est un guitariste et compositeur américain. Il jouait dans le groupe de death metal Cannibal Corpse, qu'il a rejoint en 1997 et le groupe s’est séparé de lui en 2021 officiellement . Il a participé à l’enregistrement de chaque album depuis Gallery of Suicide jusqu’à A Skeleteal Domain. Auparavant il a évolué dans d’autres formations metal telles que Monstrosity, Nevermore, Ceremony et Chastain.

## Biographie
O'Brien est né dans l’état du Kentucky. Il fait sa scolarité au Conner High School à Hebron dans le Kentucky jusqu’en 1983. Il réside actuellement à Tampa, en Floride, et pratique dans son temps libre la chasse et le tir sportif.
O'Brien commence la musique à 11 ans quand sa mère lui achète une guitare acoustique pour Noël. Plus tard, quand il se met à travailler l’instrument plus sérieusement, il reçoit sa première guitare électrique, une copie du modèle Gibson SG. Son père lui achète également une Gibson Flying V de 1974. Au cours de sa jeunesse, il suit plusieurs cours et étudie la guitare classique. L’intérêt pour ce dernier lui serait venu, selon lui, après avoir assisté avec son père à un concert d’Andrès Segovia. Il s’inspire aussi de groupes comme AC / DC, Black Sabbath, Deep Purple, Mercyful Fate et Metallica.
Patrick O’Brien, a été arrêté le 10 décembre 2018 pour violences sur les forces de l’ordre à l'aide d'un couteau, relâché le 14 après paiement de la caution. Ce dernier prétend qu’une « rafle » d’aliens est en préparation. Une cache d’armes a été retrouvée sous la maison qu’il louait, contenant une dizaine de fusils semi-automatiques, cinquante fusils à pompe, une vingtaine d’armes de poing, dont une pas déclarée, et deux lance-flammes ainsi qu’une pléthore de munitions.

## Carrière
O'Brien entame sa carrière professionnelle dans de nombreux groupes, tantôt en tant que guitariste itinérant tantôt en tant que membre à temps plein. Tout au long des années 1980, il joue dans des formations heavy metal telles que Chastain et Prizoner. Dans les années 1990, O'Brien évolue de style et passe du heavy metal au death metal. Entre 1990 et 1992, il joue dans le groupe de death/thrash Ceremony aux côtés de Steve Tucker, Greg Reed et Shannon Purdon. Ils enregistrent une maquette intitulée Ceremony qui sort en 1992 et un EP intitulée The Days before the Death qui ne sort qu'en 2000 et pour lequel O'Brien a fait le matriçage avec l'assistance de Mark Prator. Après une séparation amère du groupe, O'Brien décide de quitter Cincinnati et de chercher un nouveau groupe. Grâce aux échanges de cassettes il est finalement recruté par Nevermore, qui à l'époque est à la recherche d'un second guitariste.
O'Brien déménage alors à Los Angeles et reste dans la formation pendant deux ans au cours desquels ils enregistrent l’EP In Memory et l’album The Politics of Ecstasy, qui sortent tous deux en 1996. Il part également en tournée avec Nevermore et prend part au tournage du clip vidéo pour la chanson "What Tomorrow Knows" de l'album éponyme de Nevermore. Cependant, il ne se sent pas à son aise au sein du groupe et préfère être impliqué dans un projet death metal. Après son départ de Nevermore, O'Brien traverse une période de transition où il rejoint Monstruosity le temps d’une tournée, mais reste principalement inactif musicalement.

### Cannibal Corpse
Article détaillé Cannibal Corpse.
En 1997, il est approché par Cannibal Corpse par l’intermédiaire de plusieurs contacts. Après avoir auditionné pour le groupe, O'Brien devient finalement un membre permanent, remplaçant ainsi Rob Barrett,.
Depuis qu’il est membre de Cannibal Corpse, O'Brien est reconnu pour avoir composé certains des morceaux les plus complexes techniquement du groupe. Une chanson qui a été citée par les autres membres, aussi bien actuels qu’antérieurs, comme la chanson la plus difficile est Frantic Disembowelment de l'album The Wretched Spawn. À ce jour, le groupe n’a joué ce morceau qu'une seule fois en concert.

O'Brien a souvent été félicité par ses collègues ainsi que d’autres musiciens de la scène death metal pour ses aptitudes. Dans le DVD documentaire Centuries of Torment: The First 20 Years, le bassiste du groupe Alex Webster a confié: 

« Certains de ses parties rythmiques sont aussi difficiles qu’un solo de guitare pourrait être dans un autre groupe. »

Le batteur Paul Mazurkiewicz a également félicité la contribution d’O’Brien à la musique du groupe en déclarant: 

« Il est vraiment un élément essentiel du son de Cannibal [Corpse]. Ses chansons sont géniales et nous avons certainement besoin de ses chansons sur nos CD. »

O'Brien a lui-même admis qu'il a tendance à écrire des morceaux plus techniques, mais considère cela comme un effet secondaire du processus de composition plutôt qu'une fin en soi. Toutefois, contrairement à Webster, Barrett et Mazurkiewicz, O'Brien ne compose pas les paroles des chansons, préférant se concentrer sur la musique.

### Slayer
En avril 2011, O'Brien remplace temporairement Gary Holt, lui-même remplaçant temporaire du guitariste Jeff Hanneman de Slayer et qui devait s’absenter pour rejoindre son propre groupe, Exodus. O’Brien joue alors avec Slayer sept concerts en tout et puis retourne auprès de Cannibal Corpse pour achever la composition de Torture.

### Collaborations
Au cours de sa carrière O'Brien a aussi fait des apparitions sur divers albums, contribuant souvent à des solos de guitare. Ainsi Il a collaboré sur le premier album solo de Leather, Shock Waves, qui est sorti en 1989. Il a aussi joué sur un morceau du groupe Lethal Balancing Act qui est paru en 1997 dans la réédition de l’EP Your Favorite God comme piste bonus. Dans les années 2000 O’Brien fait encore quelques apparitions ici et là. Il a notamment joué sur le morceau "Render My Prey" de l'album de Spawn of Possession Noctambulant, sorti en 2006. En 2008, O'Brien a joue sur la piste Race Against Disaster du premier album solo du guitariste et ancien collègue Jeff Loomis Zero Order Phase. La même année, il fait une apparition sur l'album de Kataklysm Prevail.

## Équipement
O'Brien joue principalement sur des B.C. Rich JR V fabriquées sur mesure équipés d'un micro EMG 81 chevalet et d’un tremolo Floyd Rose. Pour une tournée, il prend quatre guitares, une pour les différents accordages, Bb standard et G# standard, et une guitare de rechange. En dehors de B.C. Rich, O'Brien joue également sur une guitare de la marque RAN. Les deux sociétés ont respectivement sorti leur propre modèle signature Pat O `Brien,. Tout au long de sa carrière O'Brien a toujours préféré utiliser des modèles de guitare V. Sa collection inclut les guitares suivantes :
- B.C. Rich JR V 7 cordes,
- B.C. Rich JR V baryton,
- Gibson Flying V (de 1979 et de 1981),
- Jackson King V,
- RAN Invader.

Pour l'amplification O'Brien utilise des têtes Mesa Boogie Triple Rectifier (Revision F, Revision G) avec des baffles d’extension 4x12, dont certains sont équipées d’enceintes Celestion Vintage 30 et d'autres d’Electro-Voice Black Label Zakk Wylde EVM12L. Il utilise également des pédales d'effets tels que le Boss MT-2 Metal Zone (modification Robert Keeley), le fullbore metal de chez MXR, le Decimator Technologies ISP, la Dunlop Crybaby Wah,un Octaver Boss ainsi que le Q-Zone de chez MXR également.

## Discographie
Ceremony
- 1992 - Ceremony (Demo)
- 2000 - The Days Before the Death (EP)

Nevermore
- 1996 - In Memory (EP)
- 1996 - The Politics of Ecstasy

Cannibal Corpse
- 1998 - Gallery of Suicide
- 1999 - Bloodthirst
- 2002 - Gore Obsessed
- 2004 - The Wretched Spawn
- 2006 - Kill
- 2009 - Evisceration Plague
- 2012 - Torture
- 2014 - A Skeletal domain

### Collaboration
Jeff Loomis
- 2008 - Zero Order Phase

Kataklysm
- 2008 - Prevail

Leather
- 1989 - Shock Waves

Lethal
- 1997 - Your Favorite God (EP)

Spawn of Possession
- 2006 - Noctambulant